# Ingo Hertzsch
Ingo Hertzsch (sinh ngày 22 tháng 7 năm 1977) là một cựu cầu thủ bóng đá người Đức từng thi đấu ở vị trí hậu vệ.